# & (今月の少女のアルバム)
&（アンド）は今月の少女の4枚目のミニアルバム。2021年6月28日に、Blockberry Creativeからリリースされ、Kakao Mから発売された。この項目では日本の配信限定シングル『PTT （Paint The Town） Japanese Ver.』についても表記する。

## 概要
アルバムのタイトルである『&』は、「そして」という代表的な意味だけでなく、つなぐ、ひとつになるなど、様々な意味での解釈が可能で、より堅固かつ拡張された世界観が盛り込まれている。
「And all LOOΠΔs are one（ようやく一つになった今月の少女たち）」というスローガンをもとに、境界を越えて大きな変化を成し遂げた後、全世界の今月の少女達と共に(&)定型化された規則を打ち破り、一つになるという意味も本アルバムに込められている。
今回のアルバムは健康上の理由で活動を休止していたハスルが復帰をしたため、完全体としては2019年リリースのリパッケージアルバム「× ×」からは約1年6ヶ月ぶりである。
7月6日に放送された「THE SHOW」では、ハスル復帰後初の一位を獲得した。

## 収録曲
1. &
作曲編曲：Ryan S. Jhun, Hanif Hitmanic Sabzevari, Dennis DeKo Kordnejad
2. PTT (Paint The Town)
作詞作曲：Ryan S. Jhun, Hanif Hitmanic Sabzevari, Dennis DeKo Kordnejad, YOUHA
編曲：Ryan S. Jhun, Hanif Hitmanic Sabzevari, Dennis DeKo, Kordnejad
3. WOW
作詞：YOUHA
作曲：ALYSA, Anna Timgren, Harold Phillippon, Ryan S. Jhun
編曲：Alawn, ALYSA, Ryan S. Jhun
4. Be Honest
作詞：조윤경
作曲：Christian, Karlstrom, Cazzi Opeia, Ellen Berg
編曲：Christian Karlstrom, Dennis DeKo Kordnejad, Ryan S. Jhun
5. Dance On My Own
作詞：Gino Barletta, Melanie Joy Fontana, Michel Schulz, Nolan W Sipe
作曲編曲：Michel Schulz
6. A Different Night
作詞：ユン・ヒウォン(Chansline), ハン・ヨンジ(Chansline)
作曲：ユン・ヒウォン(Chansline), イ・グァンヒョン(Chansline), ハン・ヨンジ(Chansline),  ファン・チャンヒ(Chansline)
編曲：イ・グァンヒョン(Chansline), ハン・ヨンジ(Chansline)
7. U R
作詞：チャン・ジュナ(Chansline), パク・シンエ(Chansline), チェ・ヨンア(Chansline)
作曲：チャン・ジュナ(Chansline), パク・シンエ(Chansline), チェ・ヨンア(Chansline), ファン・チャンヒ(Chansline)
編曲：チャン・ジュナ(Chansline), パク・シンエ(Chansline), チェ・ヨンア(Chansline)

## 楽曲の解説
Melon、表題曲のミュージック・ビデオの概要欄等に記載している「&の公式紹介文」に準拠。
&
定型化されている規則と象徴たちを打ち破り、一つになるストーリーが込められている。
PTT (Paint The Town)
WOW
弾ける速いテンポと中毒性のあるビートが特徴の楽曲で、全世界の今月の少女達を祝いながら今月の少女たちが更に強くなり、自信を持てるように力をプラスする。
Be Honest
爽やかなアップテンポメロディーの楽曲で、タイトルの様に自身の心情を表に出し、堂々と正直に進んでいくという意味が込められている。
Dance On My Own
アコースティックギターの伴奏とドラムビートが調和して、ムーディーでエナジー溢れる楽曲で、一緒に踊りたくさせながらも同時に沢山の感情を感じ、共有する。
A Different Night 
同じ時間毎日違う夜を過ごす少女達のストーリーで、夜の星光を集めた様な夢幻的でおぼろげなサウンドのパッドとプラグがシグニチャーなムーディーバラード曲である。
U R
感性的なピアノと柔らかいエレキギターが今月の少女の声と共に調和したLofi R&Bの楽曲で、暖かい星の様に近付いて、私を輝かせてくれる貴方に愛を表現するという内容が込められている。

## 表題曲
今まで今月の少女が発表してきた曲の中で一番強烈で爆発的なエナジーが込められたダンスヒップホップジャンルの曲である。また、ボリウッドジャンルで必要な要素が全て備わっているこの曲は攻撃的なダブステップと808ベースサウンドをはじめとするシグニチャーメロディーを演奏するインドフルート、巨大なコーラスとインドドラムとタブラが楽曲の中で感じる事ができる。
全体が純粋なヒートラインで構成されており、ミニマムな句節とフリーコーラス部分で繋がる中毒的なメロディーラインも特徴的である。
今月の少女の世界観を全面的に盛り込んだことは勿論、この中でタブーに閉じ込められたり人の顔色を伺ったりせず主題的で自ら確立し、自らの色で街を染める（Paint The Town）という抱負が込められている。
ミュージック・ビデオはDigipediが制作を担当し、公開から2日後に1000万回再生され、1週間後には3000万回再生された。

### パフォーマンス
「QUEENDOM 2」で一次競演曲として本楽曲を披露。一次競演ではメンバー全員がCOVID-19に感染した為棄権となった。国楽的な編曲になっており、赤色の韓服を着て登場した。

## 批評
| 専門評論家によるレビュー | 専門評論家によるレビュー |
| レビュー・スコア         | レビュー・スコア         |
| 出典                     | 評価                     |
| ------------------------ | ------------------------ |
| NME                      | 3/5stars                 |
| IZM                      | 3/5stars                 |
| ザ・クワイエタス         | ポジティブ               |

NMEは本作の評価を星5つ中3つと評価。「音楽的実験を恐れない今月の少女によるジャンル多様なアルバムであり、間違いなく今後もガールズグループを差別化できるだろう」と称賛した。

## チャート
iTunesチャートでは世界36ヶ国で1位を獲得。K-POPジャンルアルバムランキングでも1位、更にワールドワイドアルバムチャートでは3日連続で1位を獲得。
BillBoardチャートではワールドアルバムチャートに14位、トップカレントアルバムセールスチャートでは59位、ヒートシーカーズアルバムチャートでは24位など、６つのチャートにランクインした。
米アマゾンのベストセラーデジタルアルバムで1位を獲得。

## PTT （Paint The Town） Japanese Ver.
PTT （Paint The Town） Japanese Ver.は2021年6月28日にUNIVERSE MUSIC JAPANから配信された日本1stデジタルシングル。
6月27日に公開された森ビル デジタルアート ミュージアムで撮影されたパフォーマンス動画の最後に日本デビューと同時に本楽曲が配信されることが発表された。

### プロモーション
- LINE MUSICでは、限定再生キャンペーンとして本楽曲を沢山聴いた人の中から「メンバーセルカ画像」をプレゼントし、更に抽選で24名に「名前入り直筆サイン入りセルカ画像」をプレゼントする企画が行われた[12]。